# Antonín Lucemburský
Antonín Lucemburský (1450 – 1519) byl nejmladším synem Ludvíka Lucemburského a jeho manželky Johany z Marle, hraběnky z Marle a Soissons. V roce 1482, zdědil po svém bratrovi, Petrovi II. Lucemburském hrabství Brienne. Po smrti Karla z Bourbonu v roce 1510, Antonín zdědil hrabství Ligny, které se tak vrátilo Lucemburkům.

## Manželství a potomci
Antonín se třikrát oženil:
1. Antoinette, dcera Petra z Bauffremontu a matka Filiberty.
2. Františka z Croÿ-Chimay, dcera Filipa I. z Croÿ-Chimay a matka Karla, Antonínova nástupce.
3. Gilette de Coétivy

Se svou milenkou, Peronne de Machefert, měl nemanželského syna Antonína.